# 労働者農民党
労働者農民党（ろうどうしゃのうみんとう）とは、労働者と農民の共闘を目指した日本の社会主義政党（革新政党）である。1948年から1957年まで存続した。

## 概要
戦後の一時期、日本社会党を除名された最左派により結成された、非日本共産党系の左翼政党。党首の名称を毛沢東にあやかり主席という名称にし、外交的には親中国派の立場を取り、国内的には非共産党系左翼政党として行動した。

## 歴史
初代主席は黒田寿男。当時の社会党は、保守政党の民主党、国民協同党との連立政権を組んでいた。しかし、社会党内の左派は政権から事実上締め出され、党内野党となっていた。1948年7月7日、黒田寿男ら6名が芦田内閣の予算案に造反して反対したため、党を除名。12月2日、他の離党者も合わせて労働者農民党を結成した。結党時には、衆参18人の勢力となっていた。
結党宣言では社会党を「階級闘争を放棄し（中略）ブルジョア第三党に転落した」とマルクス主義の立場から痛烈に批判。一方、共産党には「日本民主革命のために闘いつつある」と一定の評価をしつつ、「独善的偏向をもち（中略）極左的闘争主義の傾向が見られ、この結果勤労大衆の利益は日本共産党だけでは確保されない」と結論づけた。このような認識をふまえ、新しい社会主義政党を結成し、保守反動に対抗する勤労大衆の統一戦線を形成するとした。
その後の議会での党勢は伸びず、また共産党が武装闘争路線を放棄したことで、党の独自性も薄れた。1955年の左右社会党統一に伴い社会党復帰を目指したが、社会党右派の反対で果たせなかった。1957年1月16日解党し、3月に元労農党の議員は日本社会党に復帰した。
ちなみに、1952年12月9日の衆議院本会議で可決された「戦争犯罪による受刑者の釈放等に関する決議」に、唯一党として反対したのが労農党である（日本共産党が議席を失っていたため）。

## 歴代労働者農民党主席一覧
| 代 | 主席 | 主席     | 在任期間                                              |
| -- | ---- | -------- | ----------------------------------------------------- |
| 1  |      | 黒田寿男 | 1948年（昭和23年）12月2日 - 1957年（昭和32年）1月16日 |

## 党勢の推移
衆議院と参議院の各選挙における労働者農民党からの立候補者数および当選者数は以下のように推移した。

### 衆議院
| 選挙         | 当選/候補者 | 定数 | 備考 |
| ------------ | ----------- | ---- | ---- |
| （結党時）   | 11/-        | 466  |      |
| 第24回総選挙 | 7/45        | 466  |      |
| 第25回総選挙 | 4/11        | 466  |      |
| 第26回総選挙 | 5/12        | 466  |      |
| 第27回総選挙 | 4/16        | 467  |      |

### 参議院
| 選挙          | 当選/候補者 | 非改選 | 定数 | 備考 |
| ------------- | ----------- | ------ | ---- | ---- |
| （結党時）    | 7/-         | -      | 250  |      |
| 第2回通常選挙 | 2/5         | 3      | 250  |      |
| 第3回通常選挙 | 0/3         | 2      | 250  |      |
| 第4回通常選挙 | 0/3         | 0      | 250  |      |

- 当選者に追加公認は含まず。追加公認には会派に加わった無所属を含む。